# Quintus Cornificius
Quintus Cornificius (? – i. e. 41) római államférfi, szónok, idősebb Quintus Cornificus fia.
Julius Caesar híve volt, i. e. 48-ban megszerezte számára Illyricumot. Két év múlva Caesar Syriába küldte. Caesar halála után a senatus Africa provinciába küldte, ahol Antonius híveivel sikerrel vette fel a harcot. Később Sextus Pompeiushoz csatlakozott, s a triumvirek elleni háborúban elesett. Cicero hozzá írott levelei azt mutatják, hogy jó barátságban voltak. Quintilianusnak a „Rhetorica ad Herennium”-ra való hivatkozásaiból valószínűsíthető, hogy e mű Cornificius munkája. Hogy Catullus barátja a szónok Cornificius, a Macrobius által említett Cornificius vagy más volt-e, mára eldönthetetlen.